# SummerSlam (1988)
SummerSlam 1988 a fost prima ediție a pay-per-view-ului anual SummerSlam organizat de World Wrestling Federation. Evenimentul a avut loc pe data de 29 august 1988 și a fost găzduit de arena Madison Square Garden din New York.
Sloganul SummerSlam 1988 a fost "Where the Mega-Powers Meet the Mega-Bucks".

## Rezultate
- The British Bulldogs (Davey Boy Smith și Dynamite Kid) s-au luptat cu The Fabulous Rougeaus (Jacques și Raymond) într-un meci cu limită de timp. Meciul s-a terminat cu o remiză (20:00)
- Bad News Brown l-a învins pe Ken Patera (6:33)
  - Brown a câștigat prin pinfall, după aplicarea unui Ghetto Blaster.
- Rick Rude l-a învins pe The Junkyard Dog prin descalificare (6:18)
  - JYDog a fost descalificat după ce Jake Roberts a venit în ring și l-a atacat pe Rude.
- The Powers of Pain (The Barbarian & The Warlord) (însoțiți de The Baron) i-au învins pe The Bolsheviks (Boris Zhukov & Nikolai Volkoff) (însoțiți de Slick) (5:27)
  - Barbarian l-a numărat pe Zhukov, după aplicarea unui flying headbutt.
- A fost organizat un segment numit Brother Love Show, în care invitatul de onoare a fost Jim Duggan.
- The Ultimate Warrior l-a învins pe The Honky Tonk Man (însoțit de Jimmy Hart), câștigând centura WWF Intercontinental Championship (0:31)
  - Warrior a câștigat prin pinfall, după ce i-a aplicat lui Honky Tonk Man un Warrior Splash.
- Dino Bravo (însoțit de Frenchy Martin) l-a învins pe Don Muraco (5:28)
  - Bravo l-a numărat pe Muraco, după ce lui Muraco i-a fost distrasă atenția de Frenchy.

- Demolition (Ax & Smash) (însoțiți de Mr Fuji și Jimmy Hart) i-au învins pe The Hart Foundation (Bret Hart & Jim Neidhart), păstrându-și centura WWF Tag Team Championship (9:49)
  - Smash l-a numărat pe Bret, după ce Ax l-a lovit cu megafonul lui Jimmy Hart.
- The Big Boss Man (însoțit de Slick) l-a învins pe Koko B. Ware (5:57)
  - Boss Man a câștigat prin pinfall, după ce i-a aplicat lui Ware un Boss Man Slam.
- Jake Roberts l-a învins pe Hercules (10:06)
  - Roberts l-a numărat pe Hercules după aplicarea unui DDT.
- The Mega Powers (Hulk Hogan & Randy Savage) (însoțiți de Miss Elizabeth) i-au învins pe The Mega Bucks (Ted DiBiase & André the Giant) (însoțiți de Bobby Heenan și Virgil), meciul avându-l pe Jesse Ventura în postura de arbitru special (13:57)
  - Savage l-a numărat pe DiBiase, după ce i-a aplicat un Flying Elbow Drop iar Hogan un leg drop.
  - Spre sfârșitul meciului, Miss Elizabeth și-a rupt fusta pentru a distrage atenția arbitrului și celor din echipa adversă, astfel încât Hogan și cu Savage să aibă timp să-și revină.

## Alți participanți
| Comentatori - "Superstar" Billy Graham - Gorilla Monsoon Ring Announcer - Howard Finkel | Arbitrii - Earl Hebner - Joey Marella - Tim White |

## De reținut
- Pretendentul inițial pentru centura intercontinentală a fost Brutus Beefcake, care a disputat anterior un meci cu Ron Bass în show-ul "WWF Superstars of Wrestling". Acest lucru s-a aflat după ce exemplare ale casetelor video cu evenimentul aveau tipărit inițial numele lui Beefcake, dar peste acesta a fost lipit un abțibild cu numele lui Ultimate Warrior.
- În cadrul SummerSlam 1988 a fost difuzat și un scurt interviu cu boxerul Sugar Ray Leonard, care urma să dispute un meci cu Donny Lalonde. Inserarea interviului s-a datorat faptului că lupta era promovată de compania-mamă a WWF, Titan Sports.